# لفه (لمباردی)
لفه (به ایتالیایی: Leffe) یک کومونه در ایتالیا است که در استان برگامو واقع شده‌است. لفه ۶٫۹ کیلومتر مربع مساحت و ۶٬۰۲۷ نفر جمعیت دارد و ۴۵۳ متر بالاتر از سطح دریا واقع شده‌است.